# Copiago
Copiago (Copiagh in dialetto milanese) è una frazione del comune di Noviglio in provincia di Milano. Ancora oggi non è che una semplice cascina posta a nordest del centro abitato, verso Buccinasco.

## Storia
Fu un antico comune del Milanese, proprietà privata del monastero di Sant'Ambrogio.
Alla proclamazione del Regno d'Italia nel 1805 risultava avere 94 abitanti. Nel 1809 fu soppresso con regio decreto di Napoleone e unito a Tainate e Noviglio in un comune che doveva aver sede nel primo borgo, ma si accasò poi nel secondo. Il Comune di Copiago fu quindi ripristinato con il ritorno degli austriaci, che ritornarono però sui loro passi nel 1841 quando sciolsero nuovamente il comune annettendolo nuovamente, secondo il legame ecclesiastico, a Tainate, che in epoca successiva tornerà ad unirsi a Noviglio.